# Negative A
Negative A, également connu sous le nom de Dr. Z-Vago, de son vrai nom Angelo Goede, né le 21 septembre 1976, est un producteur et DJ néerlandais de darkcore et industrial hardcore néerlandais.

## Biographie
Son tout premier vinyle s'intitule The Maniac Dimension qu'il publie aux alentours de 1993. Dès 1994, il compose sous le nom de scène de DJ XD. En 1995, il arrête la production happy hardcore pour se consacrer au genre techno hardcore et c'est aux alentours de 1997 qu'il gagne en notoriété en parallèle à la montée en popularité de la techno hardcore. En 1999, il fait la connaissance d'un entrepreneur américain pour le label discographique néerlandais Megarave Records afin de faire la promo de ses compositions.
En 2006, Goede publie son premier double-album intitulé Double Negative. Dans sa critique sur l'album, le site web spécialisé Partyflock décrit l'album comme tel : « le trouble de la personnalité multiple, comme défini par la CIM, est un trouble mental dans lequel un individu subit alternativement  deux (ou plus) états distinctifs de la personnalité. Au moins deux de ces personnalités suivent régulièrement le comportement. Angelo Good est un individu avec de multiples personnalités. Par exemple, Angelo passe sa vie sous le nom de Dr. Z-Vago, mais le côté sombre prend désormais le dessus, et Angelo est alors connu sous le nom de Negative A. »
En 2010 sort la compilation Project Hardcore.nl 2010 sur laquelle il mixe avec Tymon. En 2013, Negative A publie son deuxième album studio, Grand Theft Audio, bien accueilli par Partyflock avec une note de 81 sur 100. L'album fait participer d'autres artistes du genre hardcore comme Counterfeit, et J-Roon and Kosmix. Cette même année, il participe à l'édition Carnival of Doom du festival Dominator, avec The Supreme Team et DaY-már, où il effectue un mixset avec des morceaux comme The Holy Kingdom remixé par Nosferatu, Take Shots at Criticism et Pump Ure Fist remixé par Tieum. Il est publié comme album live sous le titre Dominator 2013: The Hardcore Festival - Carnival of Doom. Encore en 2013, il collabore avec DaY-már sur son album United States of Day-Mar.
En 2015; il publie son quatrième album studio, The Legend of the Angry Mind à son propre label, Negative Audio. En 2016, Negative A participe à divers festivals tels que Defqon.1, Dance Valley, et Dominator.

## Discographie

### Albums studio
- 2006 : Double Negative (DNA Tracks)
- 2009 : Modern Music Is Destroying Our Youth (DNA Tracks)
- 2013 : Grand Theft Audio (Negative Audio)
- 2015 : The Legend of the Angry Mind (Negative Audio)

### Singles et EP
- 1996 : The Bat Device  (Megarave Records) (sous le nom Dr. Z-Vago)
- 1997 : I Control Your Mind (Megarave Records) (sous le nom Dr. Z-Vago)
- 1998 : Russian Roulette (Megarave Records) (sous le nom Dr. Z-Vago)
- 1998 : Russian Revolution (Megarave Records) (sous le nom Dr. Z-Vago)
- 2000 : Suck My Dick (DNA Tracks)
- 2000 : Fuck It
- 2000 : Masters of Hardcore (avec Bass-D and King Matthew et DJ Outblast) (Masters of Hardcore)
- 2000 : Communism Is Gone (Megarave Records) (sous le nom Dr. Z-Vago)
- 2001 : Masters of the Underworld
- 2001 : Gangsta Gangsta (Megarave Records) (sous le nom Dr. Z-Vago)
- 2001 : Hardcore Zone E.P. (avec DJ Outblast) (sous le nom Dr. Z-Vago)
- 2001 : Reloaded (Megarave Records) (sous le nom Dr. Z-Vago)
- 2002 : Words of Weapons (Megarave Records) (sous le nom Dr. Z-Vago)
- 2003 : Raw 2 The Core (Megarave Records) (sous le nom Dr. Z-Vago) (avec Dione)
- 2002 : Jockin Your Shit
- 2003 : Fucked On Cocaine
- 2004 : Scrambled Minds (avec Darkcontroller)
- 2004 : White Fluids of DNA
- 2005 : Nothing but the Real Shit (avec Darkcontroller)
- 2005 : The Boogie Man
- 2006 : Fucking It Up (avec E-Noid)
- 2006 : DNA Hunter (avec E-Noid)
- 2006 : DNA Most Wanted (avec Darkcontroller et E-Noid)
- 2007 : Brainburst
- 2007 : DNA Most Wanted 3 (avec E-Noid)
- 2008 : Hells Bells (Tymon)
- 2008 : Make It Real Hard
- 2009 : Modern Music Is Destroying our Youth
- 2009 : The Gift (avec Counterfeit)
- 2010 : Negative A / Counterfeit (4) - Disturbing Music for Disturbing Times (avec Counterfeit)
- 2010 : Breaking Barriers (Thunderdome Anthem 2010) (avec MC Justice)
- 2010 : Scrape EP (4xFile, MP3, EP, 320)
- 2010 : I'm
- 2011 : Scorched Earth (avec Counterfeit)
- 2011 : Freebase - Meditation - Raw Dogs (avec Counterfeit)
- 2012 : In Your Face / Run / Out Your Mind	 (avec Counterfeit)
- 2012 : Beast Wars - Mirrors
- 2012 : RMX
- 2013 : Negative Space
- 2014 : B-Positive
- 2014 : D.M.F.D.T
- 2016 : Danger (Need For Speed)
- 2016 : Crush Kill Destroy
- 2017 : Neither Men Nor Beasts (avec Luxxer)